# Adrano Calcio 1922
Adrano Calcio 1922 là một câu lạc bộ bóng đá Ý -đến từ Adrano, Sicily.

## Lịch sử
Trong mùa 2010-11, lần đầu tiên nó được thăng hạng từ Eccellenza Sicily lên 2011-12 Serie D.
Vào mùa hè 2012, danh hiệu thể thao của Serie D đã được chuyển cho Complingsorio Normanno và vì vậy đội đã bị giải thể.
Đội đã được thành lập lại cùng năm,  bắt đầu từ Terza Cargetoria và đạt được ba lần thăng hạng liên tiếp.

## Màu sắc và huy hiệu
Màu sắc của đội là trắng và xanh.